# Socratea exorrhiza
Palmier marcheur, Palmier à échasses
Espèce
Classification APG III (2009)
Statut de conservation UICN

 LC  : Préoccupation mineure
Synonymes
Selon GBIF (18 juin 2022) :
- Iriartea durissima Oerst.
- Iriartea exorrhiza Mart.
- Iriartea exorrhiza var. elegans (H.Karst.) Drude
- Iriartea exorrhiza var. exorrhiza Mart.
- Iriartea exorrhiza var. orbignyana (Blume ex Mart.) Drude
- Iriartea orbignyana Blume
- Iriartea orbignyana Blume ex Mart.
- Iriartea philonotia Barb.Rodr.
- Socratea albolineata Steyerm.
- Socratea durissima (Oerst.) H.Wendl.
- Socratea elegans H.Karst.
- Socratea gracilis Burret
- Socratea hoppii Burret
- Socratea macrochlamys Burret
- Socratea microchlamys Burret
- Socratea orbignyana (Blume ex Mart.) H.Karst.
- Socratea philonotia (Barb.Rodr.) Benth. & Hook.f.

Selon Tropicos (18 juin 2022) :
- Iriartea durissima Oerst.
- Iriartea exorrhiza Mart. - Basionyme
- Iriartea exorrhiza var. elegans (H. Karst.) Drude
- Iriartea exorrhiza var. orbigniana (Mart.) Drude
- Iriartea orbigniana Mart.
- Iriartea philonotia Barb. Rodr.
- Socratea albolineata Steyerm.
- Socratea durissima (Oerst.) H. Wendl.
- Socratea elegans H. Karst.
- Socratea gracilis Burret
- Socratea hoppii Burret
- Socratea macrochlamys Burret
- Socratea microchlamys Burret
- Socratea orbigniana (Mart.) H. Karst.
- Socratea philonotia (Barb. Rodr.) Hook. f.

Socratea exorrhiza est une espèce de plantes de la famille des Arecaceae (les palmiers) originaire des forêts tropicales humides d'Amérique centrale et d'Amérique du Sud. Il se caractérise notamment par ses racines-échasses formant un cône soutenant la base du tronc. On l'appelle aussi Palmier marcheur ou Palmier à échasses.
Il est connu en Guyane sous les noms de Awara-monpé, Awara-monbin (Créole), Pasiwɨ, Pasi'ɨ (Kali'na), Pup (Palikur), Patsi'ɨ (Teko), Pëpë (Wayana), Pasi'ɨ (Wayãpi), Paasa, Tasi-tiki (Nenge tongo), Paxiúba (Portugais du Brésil).

## Description
Socratea exorrhiza est un palmier à tige solitaire, dressée, pouvant atteindre jusqu'à 20-25 mètres de haut, avec un diamètre du tronc de 10-18 cm. Il porte un « cône » lâche de racines-échasses remarquables, atteignant 2 mètres de long pour 0,5-9 cm de diamètre, armés de pneumatorhizes transformés en petites épines coniques, dont la fonction a fait l'objet de discussions.
Les 5 à 8 feuilles de ce palmier sont glabres, plus ou moins arquées, à gaine tubulaire, mesurent jusqu'à 2 mètres de long et forment une couronne cylindrique, plumeuse, bleu-vert.
Celles qui sont exposées au soleil sont plus épaisses et ont davantage de trichomes et de stomates que celles qui poussent à l'ombre.
Le pétiole cylindrique, est blanchâtre-tomenteux long de 10-40 cm, à rachis brun-tomenteux, arrondi en dessous, canaliculé au-dessus, long de 1,4-2,8 m, porte 13-25 pennes insérées à intervalles réguliers, de chaque côté.
Les pennes mesurent jusqu'à 100 × 30 cm, sont cunéiformes, asymétriques, insérées obliquement à la base, se terminant brusquement comme déchirée à l'apex, entières ou laciniées longitudinalement en 2-8 segments inégaux, plus ou moins pubérulentes sur les nervures abaxiales.
C'est une espèce monoïque.
On compte 1-4 inflorescences par plante, dressées au stade bouton puis pendante à l'anthèse.
Le pédoncule est long de 20-50 cm, d'abord blanc-tomenteux devenant brun-tomenteux.
La prophylle est longue jusqu'à de 12 cm, persistante, de couleur brun clair-tomenteuse.
Les bractées pédonculaires mesurent jusqu'à 60 cm de long, précocement caduc, tomenteux brun clair.
Le rachis est long de 8-25 cm, portant 9-14 rachidules, longues de 30-70 cm, avec un tomentum identique à celui du pédoncule.
Les fleurs sont blanches.
Les fruits sont de forme ellipsoïde, lisse, glabre, mesurant 25-30 x 15-25 mm, de couleur brun jaunâtre à maturité, avec un noyau de 2 à 3 cm de diamètre.

## Répartition
Socratea exorrhiza est répandu de l'Amérique centrale (Costa Rica, Nicaragua, Panama) au bassin de l'Amazone en Amérique du Sud (Colombie, Venezuela : Delta Amacuro, Bolívar Amazonas, Andes vénézuéliennes et Cordillère côtière, Guyana, Suriname, Guyane, Équateur, Pérou, Bolivie, Brésil).
Ce palmier a été introduit, entre autres, à l'île Maurice.

## Écologie
Socratea exorrhiza pousse dans les forêts sempervirentes de plaine et montagnardes, autour de 50–1 000 m d'altitude au Venezuela.
Il fleurit et fructifie toute l'année en Guyane, et pousse sur tous types de sol et de drainage, mais jamais en forte densité.

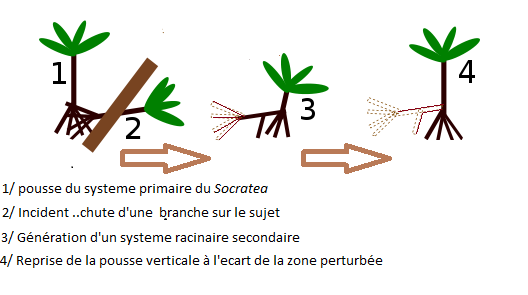
Comment marche le Socratea exorrhiza

Les graines de Socratea exorrhiza germent facilement au Panama.
À Manaus, Socratea exorrhiza est associé aux forêts des basses terres et ripicoles.
La germination de ses graines est peu affectée par les inondations.
Diverses espèces frugivores mangent l'enveloppe charnue des fruits de Socratea dans le Parc national de Manú (Pérou). Les graines dures, à l'endosperme relativement mince, s'accumulent jusqu'à ce que Tayassu pecari les consomme (ce dernier parvient en effet à écraser ses graines entières),, et parfois participent à la dissémination de ses graines.
À la station biologique de La Selva (en) (Costa Rica), les pécaris à collier (Pecari tajacu) mâchent aussi les jeunes racines-échasses de Socratea exorrhiza, ce qui modifie la forme et réduit la taille des cônes racinaires et diminue leur fonction de soutien.
Les graines de Socratea exorrhiza ne présenteraient pas de défense physique ou chimique contre leur prédation au Costa Rica.
Soixante-six espèces épiphytes et hémiépiphytes ont été recensées sur Socratea exorrhiza au Panama.
Ces communautés végétales épiphytes sont très dynamiques.
La prédation des graines de Socratea exorrhiza par les insectes et les mammifères varie selon la saison de fructification et la distance des pieds-mère, à la station biologique de La Selva (en) (Costa Rica) et dans la Gigante Peninsula (Pérou).
La survie des graines de Socratea exorrhiza face à la prédation, aux agents pathogènes, selon l'exploitation forestière sélective, la présence de litière a été étudiée au Pérou
Dans le parc national Yasuní (Équateur), les singes araignées Ateles belzebuth belzebuth avalent habituellement les graines de Socratea exorrhiza (qu'ils consomment en abondance en avril), tandis que les singes laineux Lagothrix lagotricha ont tendance à consommer les graines immatures, ou la chair des fruits mâtures en recrachant les graines.
Dans la Reserva Florestal Adolpho Ducke (en) (Brésil), la tortue Phrynops rufipes mange communément les graines de Socratea exorrhiza, parfois en les avalant entières.

### Le palmier qui marche, légende tropicale?
Socratea exorrhiza est parfois présenté comme étant capable de se déplacer de l'endroit où il a germé, en faisant pousser ses racines sur un côté et en les abandonnant de l'autre[réf. nécessaire]. En anglais l'un de ses noms vernaculaires est Walking palm, le « palmier qui marche »,  en raison de cette supposée capacité. 
Le biologiste Gerardo Avalos a contesté cette capacité de déplacement,.
Il s’agit la plupart du temps d’une adaptation à un accident environnemental tel une chute d’arbre ou de grosses branches, dans un milieu écologique très perturbé, qui provoque sur les individus couché sous l’impact, une repousse de ses racines proches du point de contact, pour lui permettre de reprendre son ascension verticale en reprenant ainsi une assise plus stable.
En l’absence de cet accident végétatif, la recherche de lumière pourrait, dans certains cas, expliquer des pousses de S. exorrhiza à l’horizontale avec une reprise de la verticalité sur de nouvelle racines échasses, dès que les conditions de luminosité sont suffisantes pour satisfaire ses besoins chlorophylliens[source insuffisante].
Cependant dans son étude Gerardo Avalos explique que cela relève de la légende (colporté par des guides forestiers en Amérique Latine), et que la plante ne se déplace pas même si elle développe de nouvelles racines. 
De plus les changements de luminosité dus à la structure de la canopée sont des phénomènes beaucoup plus rapides que la croissance des racines du palmier ce qui rend de fait totalement impossible que la plante puisse « rattraper » les trouées lumineuses.
En 2007, une autre étude, de l'Université du Costa Rica confirme les conclusions de Gerardo Avalos, reléguant ainsi cette information au rang de la « légende tropicale », folklore local pour amuser les touristes.

## Utilisations
En Guyane, le stipe de Socratea exorrhiza est divisé longitudinalement pour servir dans la construction de maisons et d'autres structures (cloisons, planchers, chevrons). On peut l'évider pour en faire un tube. On en fait aussi des fuseaux artisanaux.
Les fruits sont réputés toxiques chez les Palikur qui les emploient, mélangés à des fragments de ses racines, pour empoisonner les pécaris à collier (Tayassu tajacu).
Les Wayãpi font un emplâtre de stipe gratté pour cicatriser l'ombilic des nouveau-nés.
La sève des racines est réputée corrosive.
Les tiges sont fendues en planches et utilisées dans la construction de maisons au Venezuela.
Les amérindiens Tapɨĩy agrandiraient la perforation de leurs lobes d'oreilles avec ses racines, tandis que les Tacana de Bolivie l'emploient pour allonger leur pénis.
Au Brésil, les Yekwana de l'Auaris utilisent la sève irritante des racines comme adjuvant du curare.
Les Mosetene écrasent les racines aériennes pour pêcher au poison.
Au Panama, les Emberá et Wounaan emploient Socratea exorrhiza pour construire les toits et le sol des maisons rondes et ouvertes traditionnelles.
La partie interne des racines aériennes est employée comme aphrodisiaque masculin.
Les racines sont également bouillies dans de l'eau pour préparer une infusion destinée à traiter l'hépatite.

## Chimie
Socratea exorrhiza accumule principalement du β-tocotriénol (forme rare de vitamine E) dans ses graines.

## Protologue
En 1824, le botaniste Martius propose un protologue pour Iriartea exorrhiza Mart. (basionyme de Socratea exorrhiza)

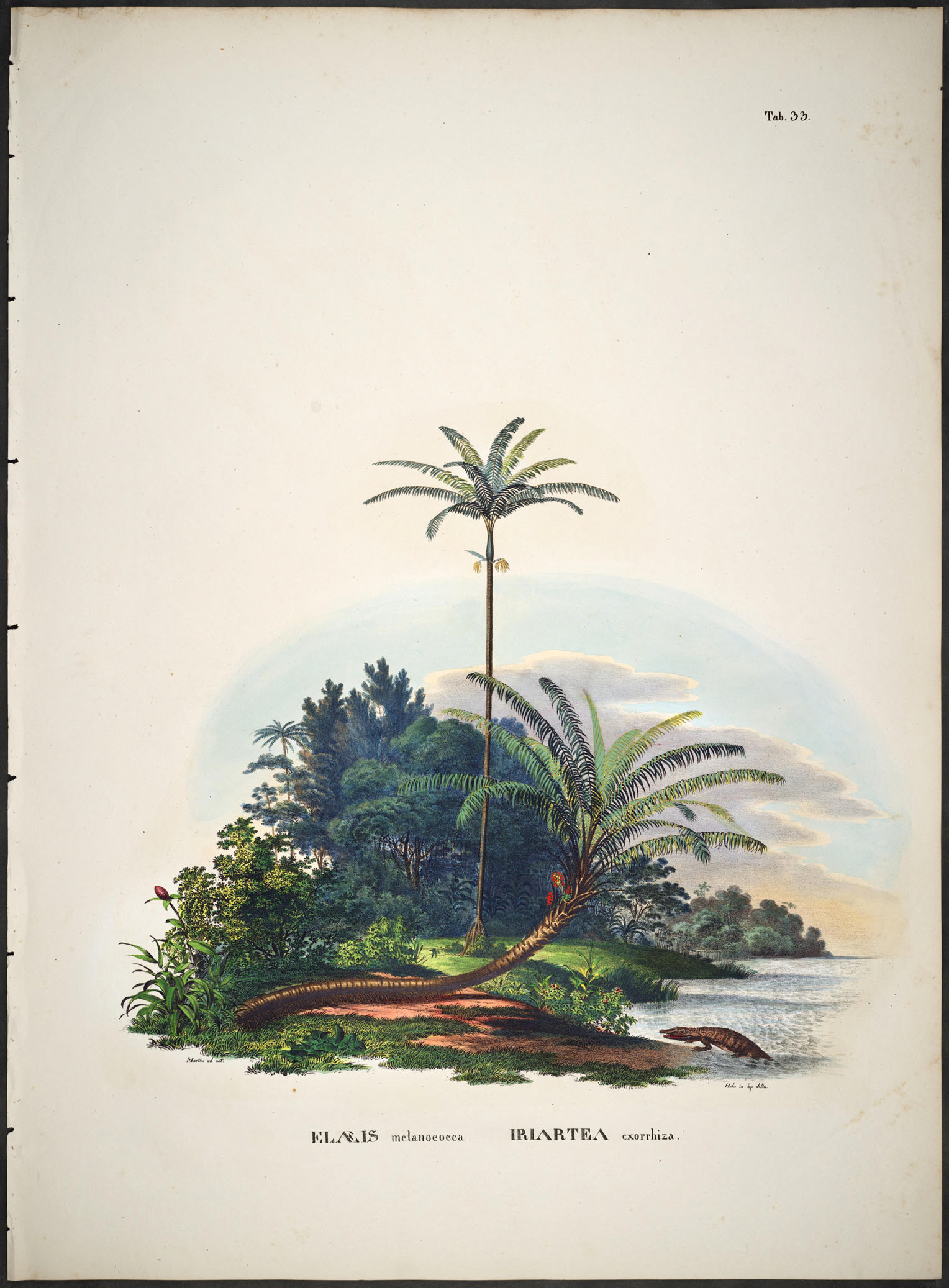
Socratea exorrhiza (et Elaeis melanococca) dans l'article original de Martius

Carl Friedrich Philipp von Martius, 1824.

## Galerie

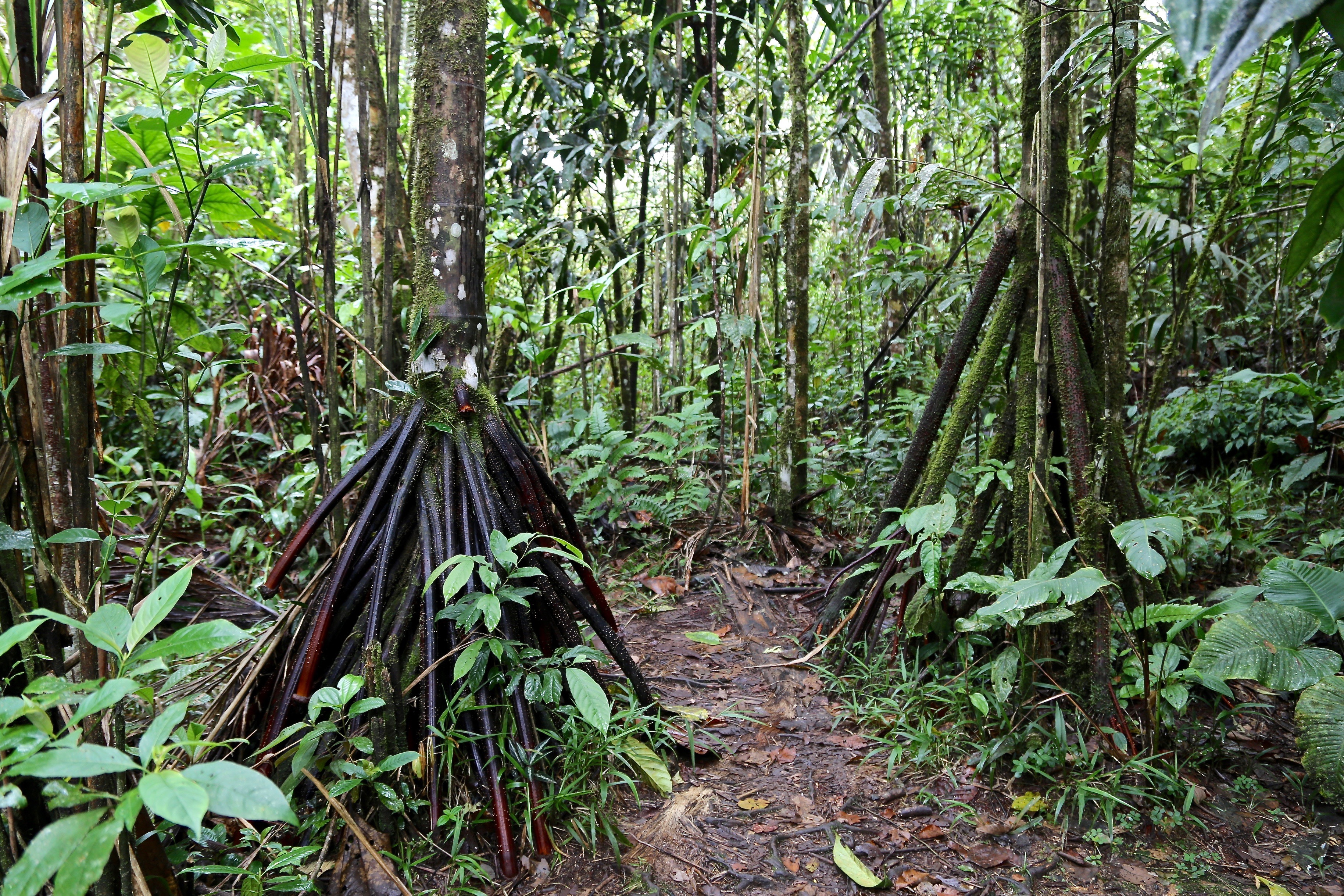
Cone de racines de Socratea exorriza au long du Río Puyo (de) dans le Parc Omaere (ceb) (Pastaza, Équateur).
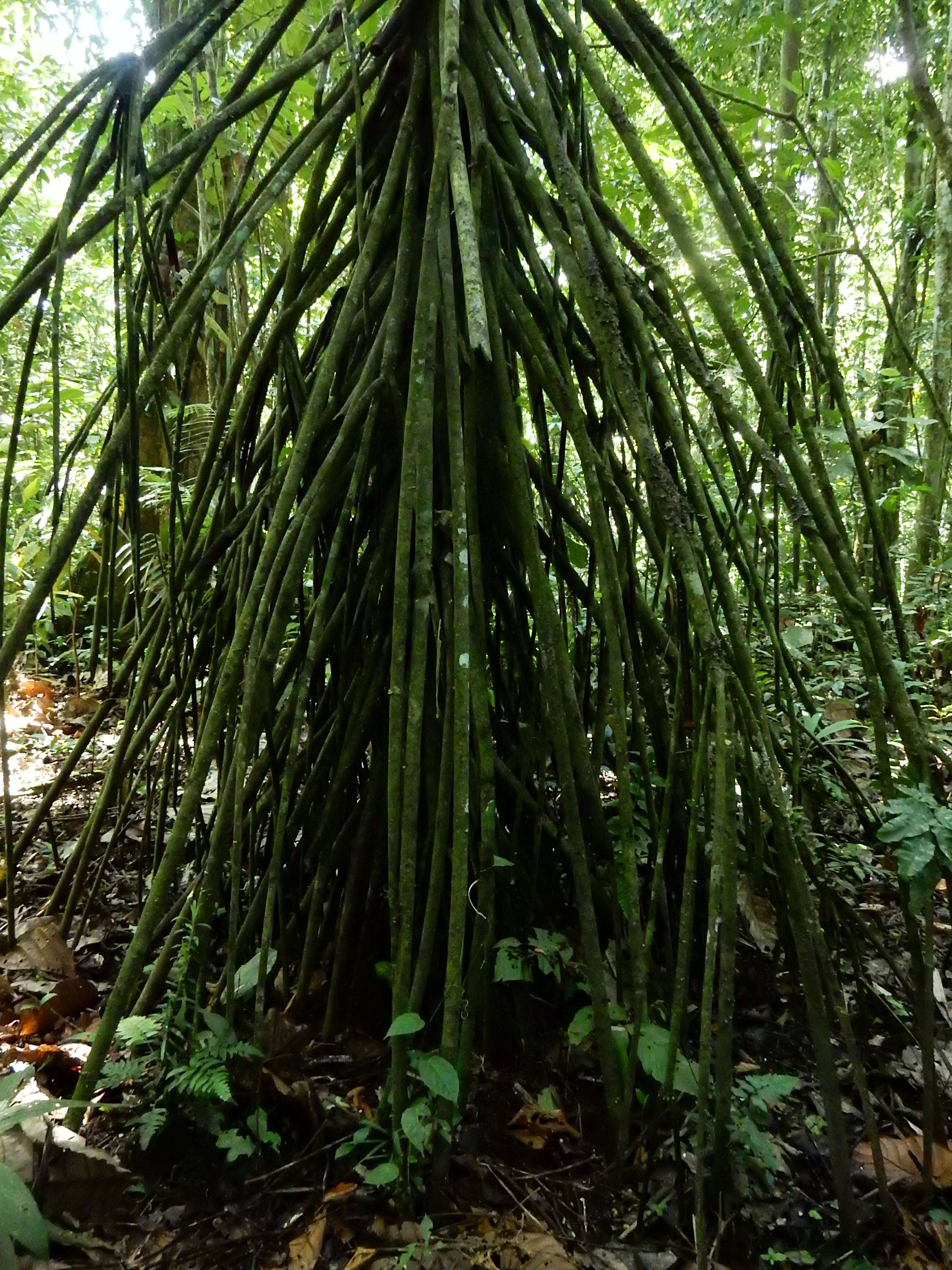
racines-échasses de Socratea exorriza près de Sacha lodge (Équateur)
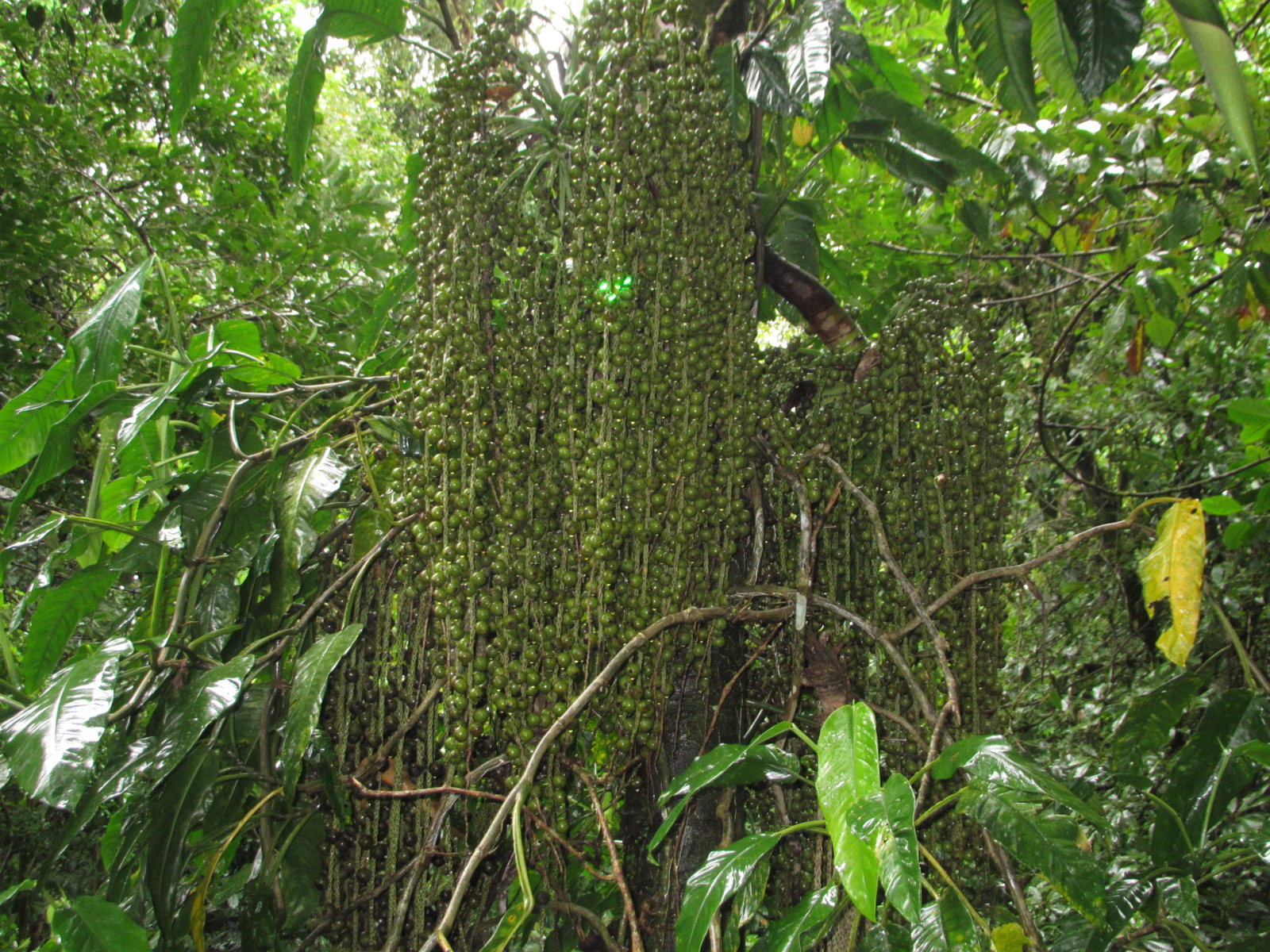
Infrutescence immature de Socratea exorriza
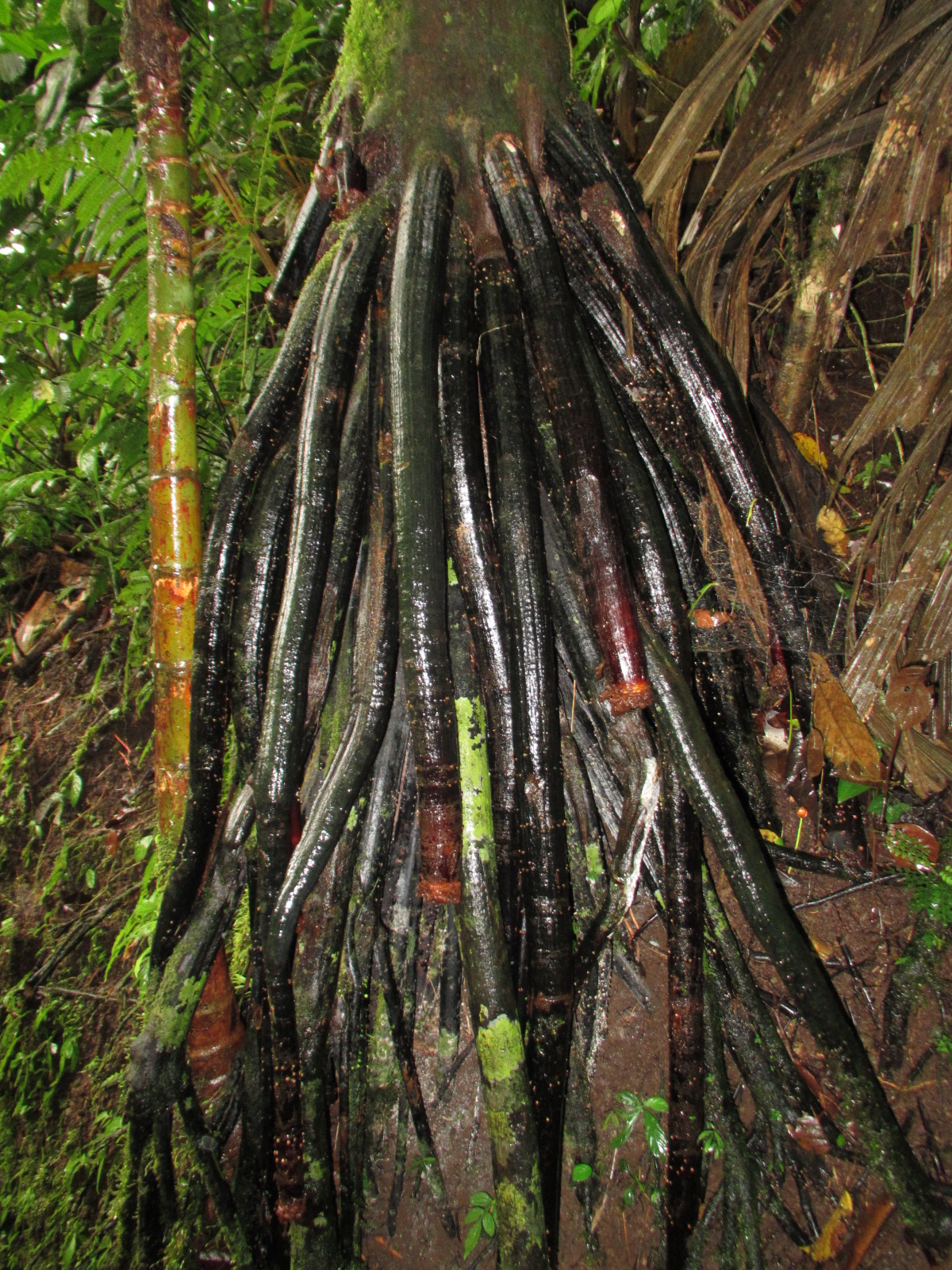
Jeunes racines-échasses de Socratea exorriza
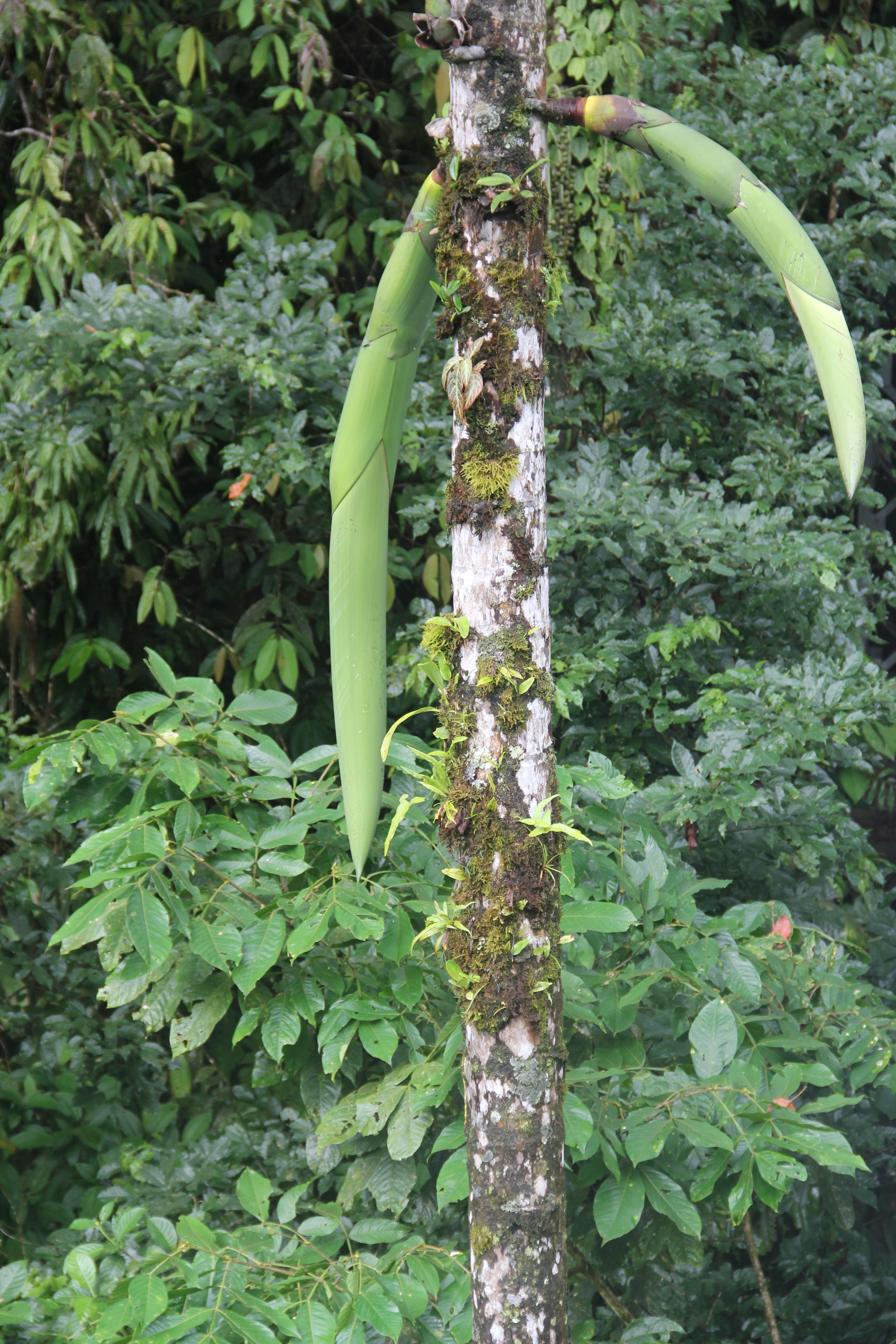
Jeunes inflorescences en bouton pendant de Socratea exorriza
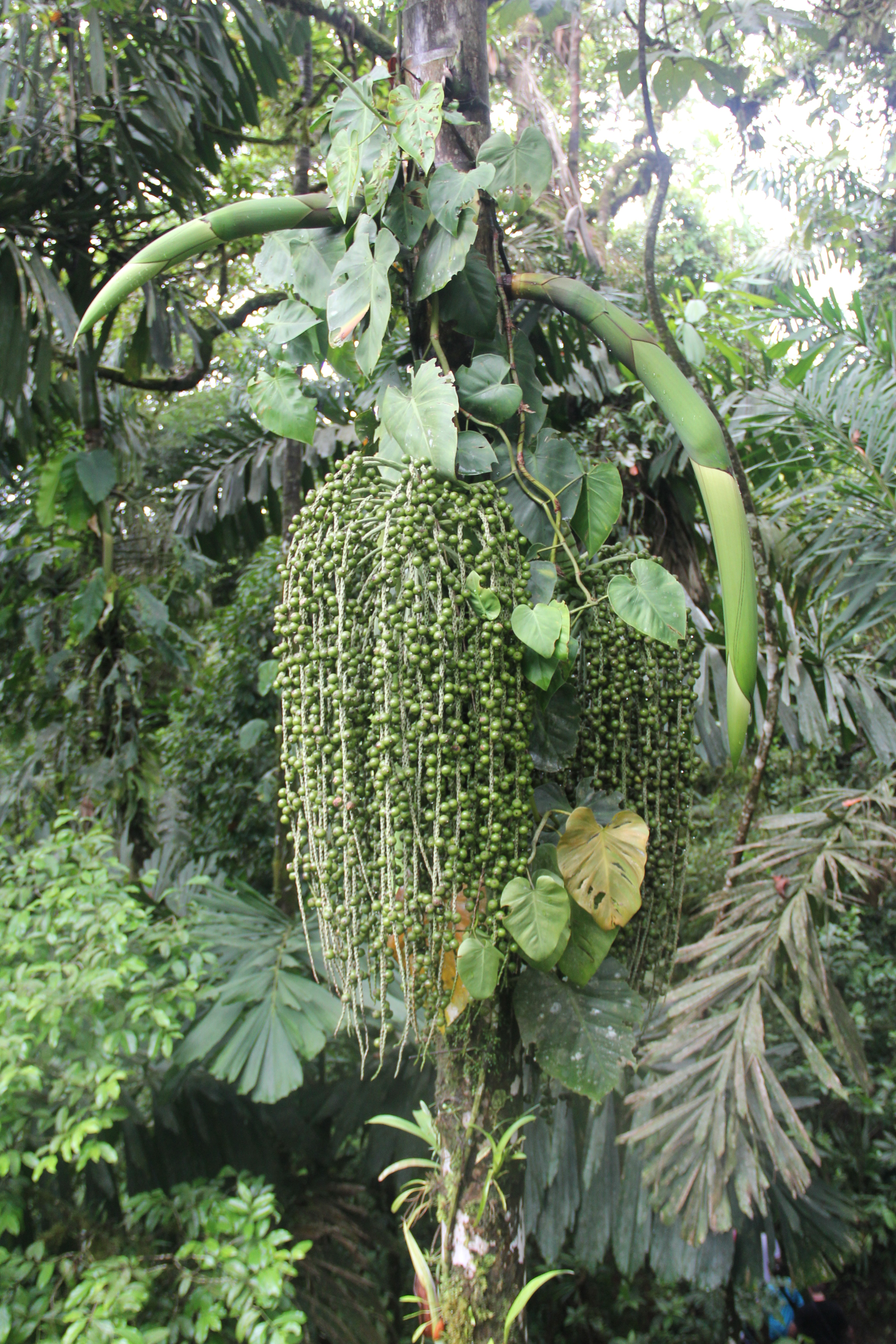
Jeunes inflorescences en bouton et infrutescence immature de Socratea exorriza
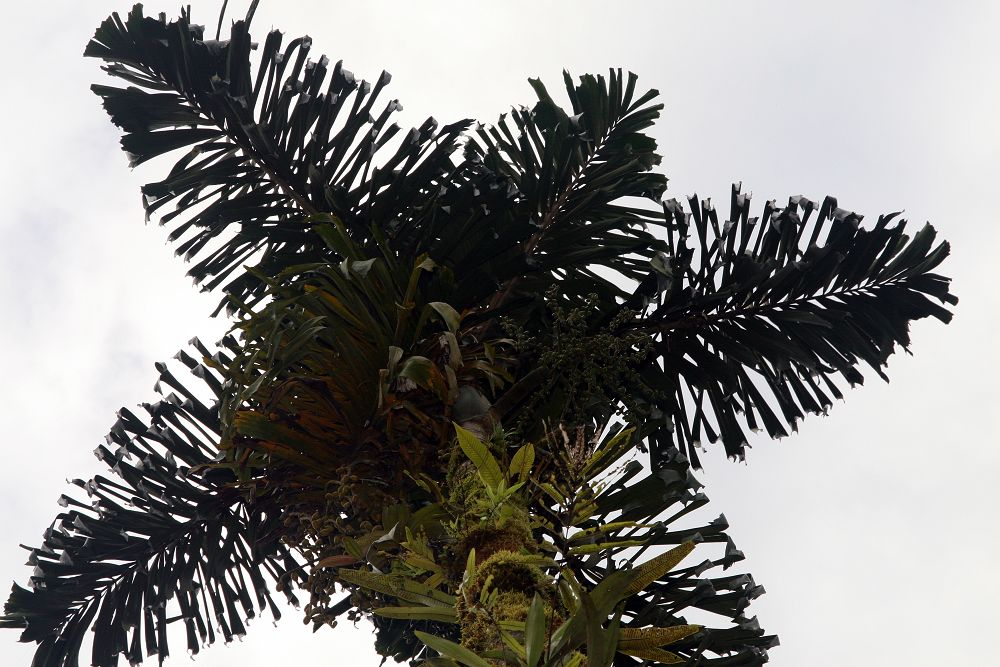
Houppier et épiphytes de Socratea exorriza au Wilson Botanical Garden (es) (Las Cruces Biological Station (en), Costa Rica)
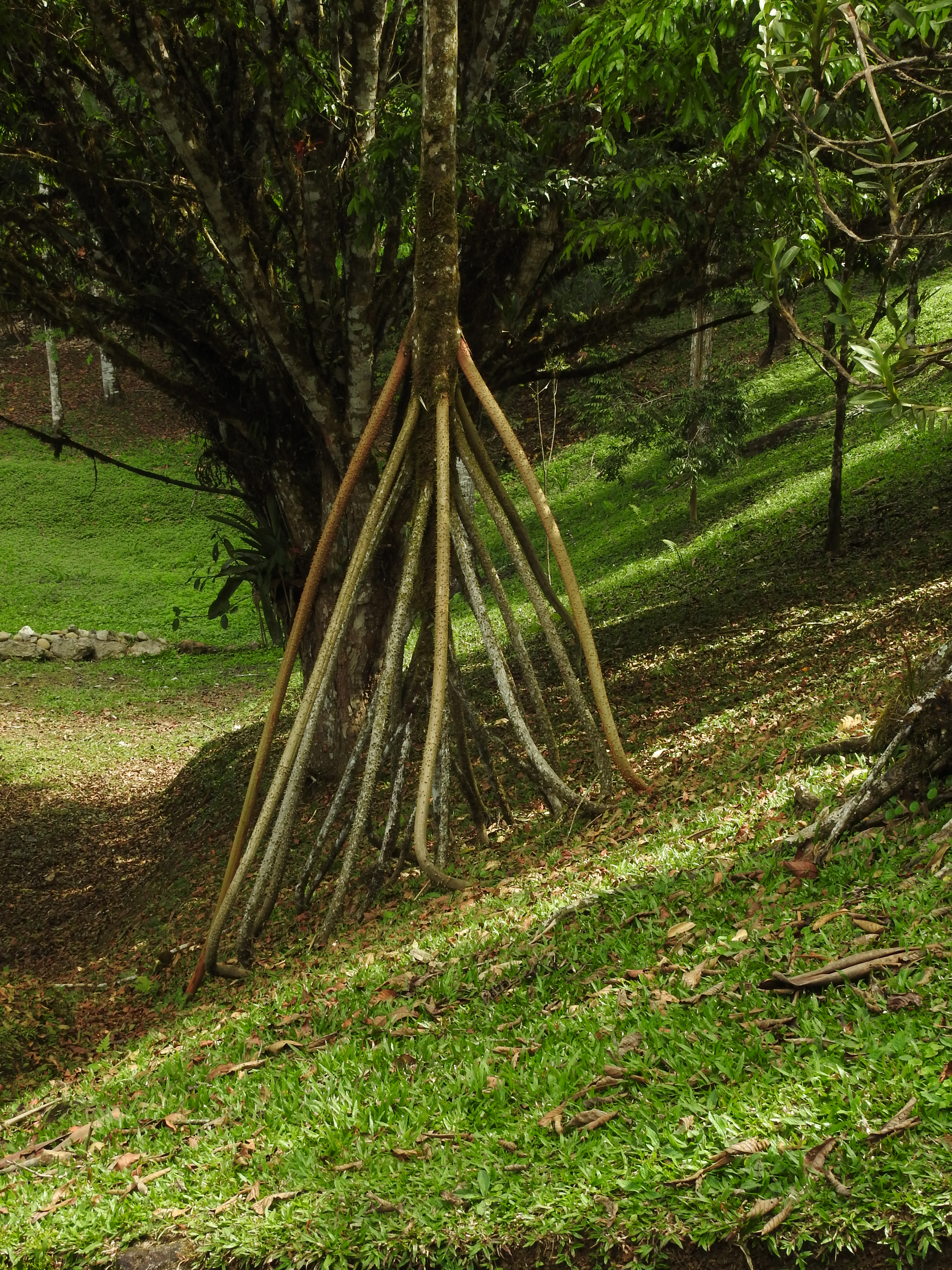
racines-échasses de Socratea exorriza à flanc de colline au Costa Rica
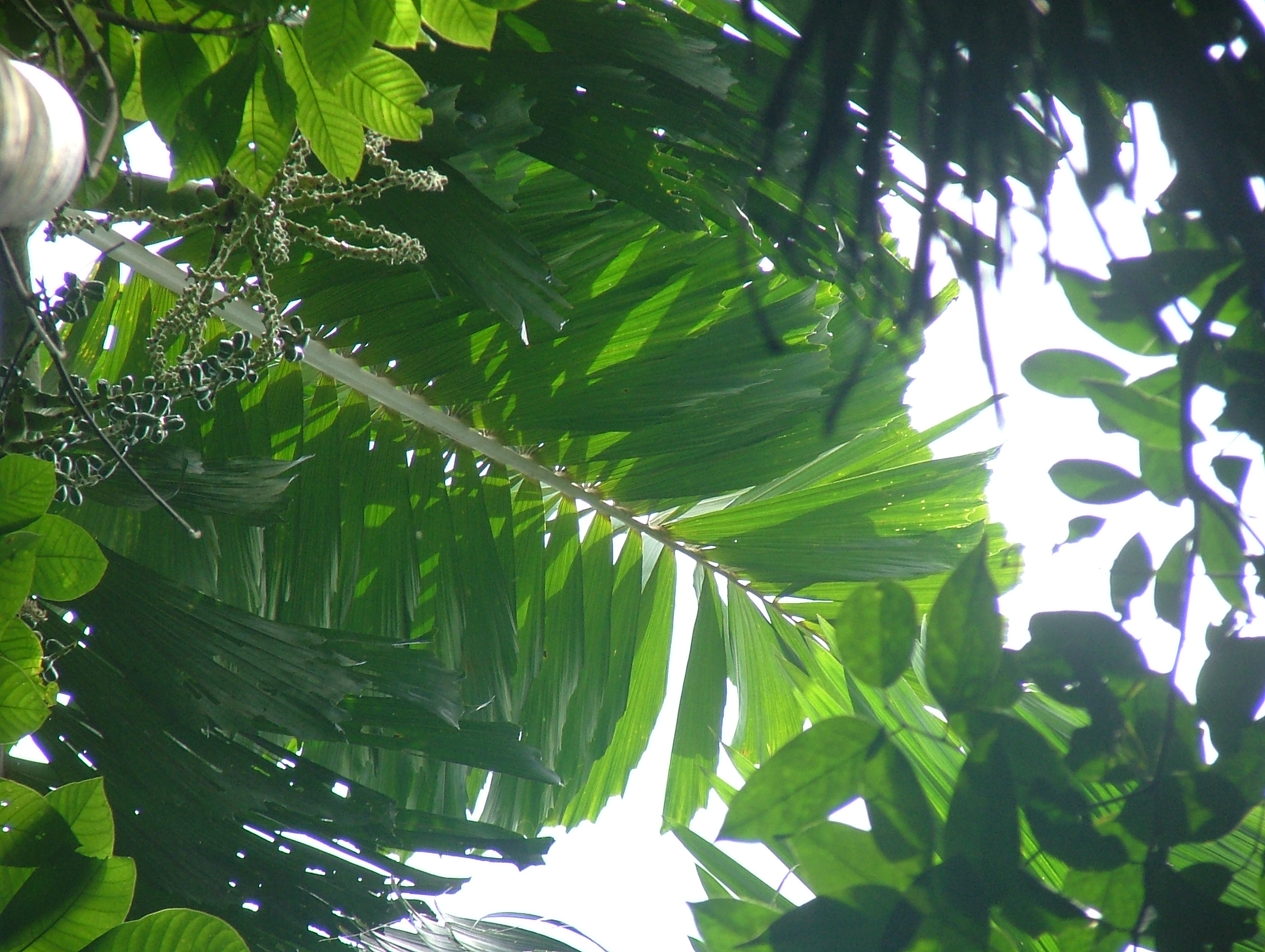
Feuille et inflorescence de Socratea exorriza sur la Gigante peninsula (Lac Gatún, Panama)
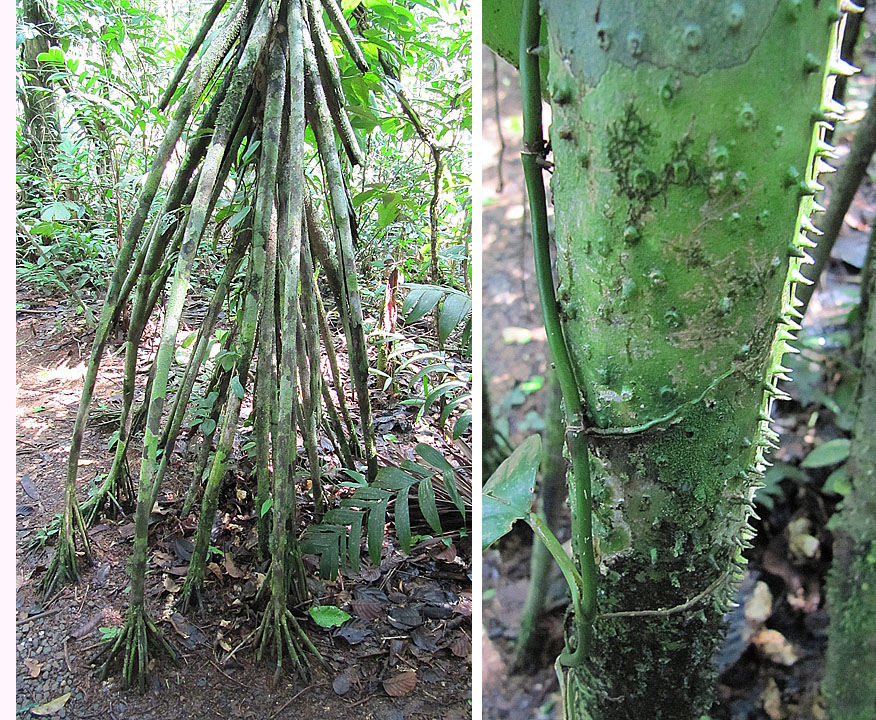
racines-échasses épineuses de Socratea exorriza (détail) sur la Péninsule d'Osa (Costa Rica)
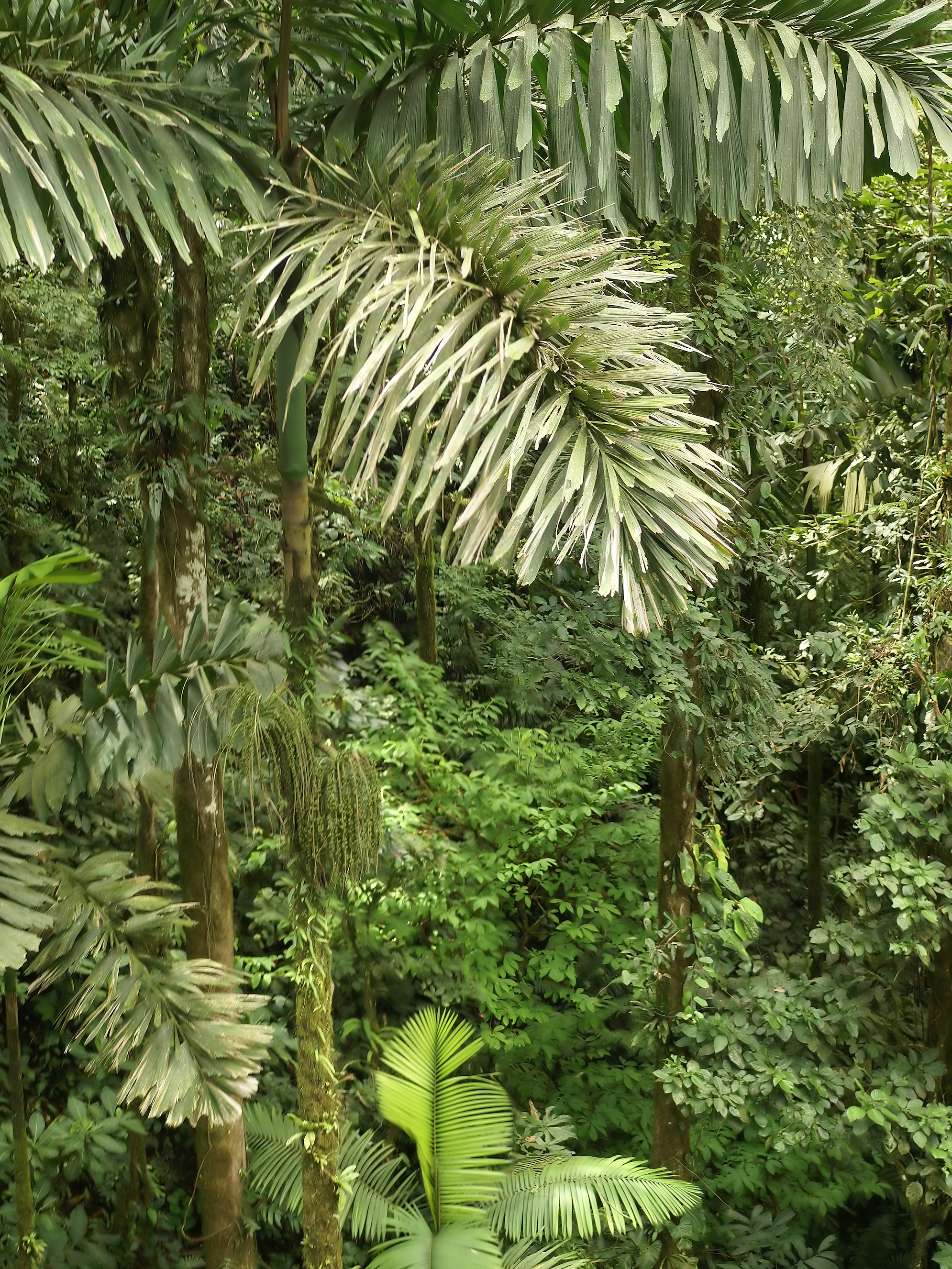
Houppier de Socratea exorriza
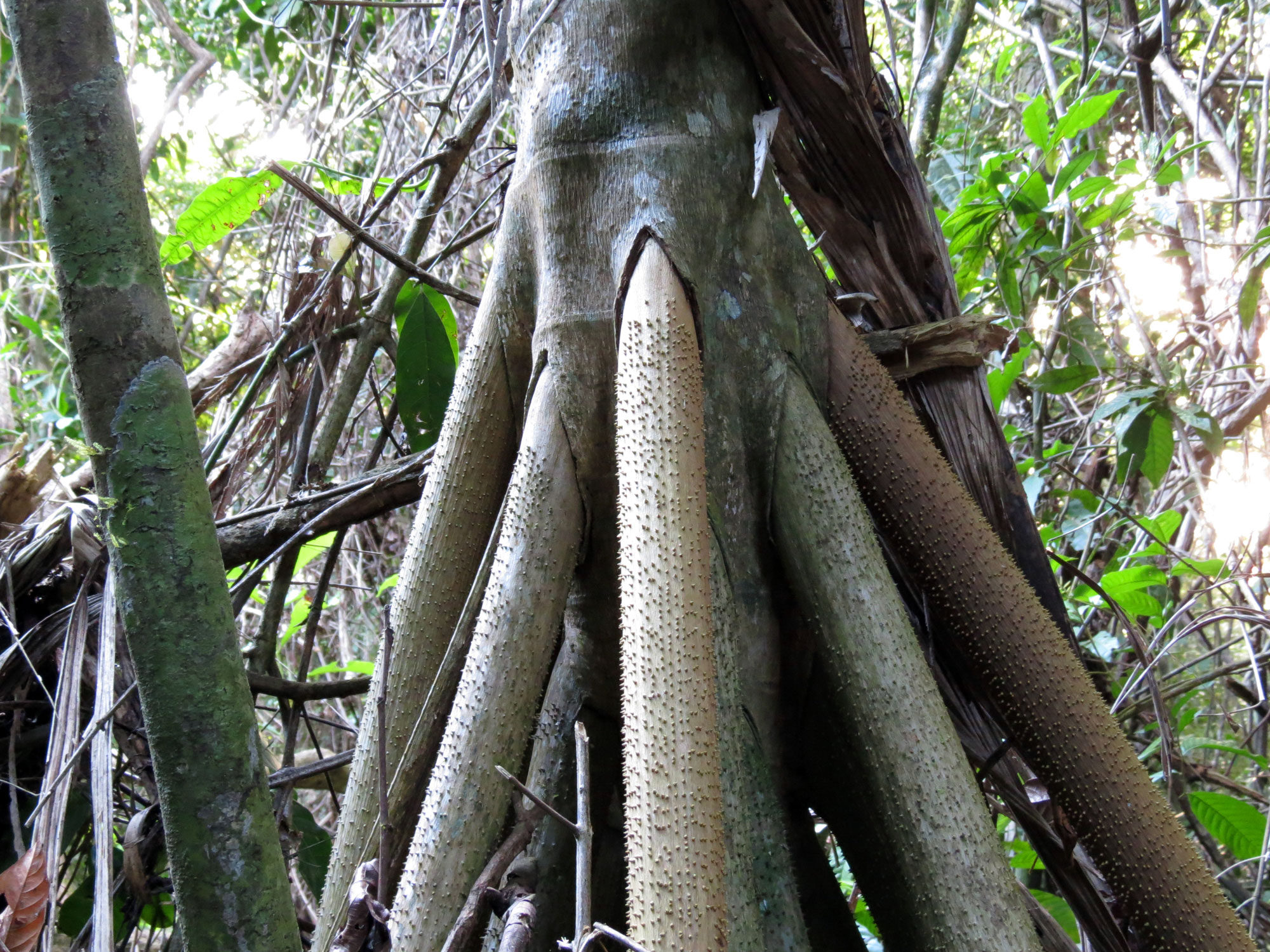
Insersion des racines-échasses épineuses de Socratea exorriza sur l'Île Barro Colorado (Panama)

### Bases de données et dictionnaires
- Ressources relatives au vivant :   - Flora of North America
  - Germplasm Resources Information Network
  - Global Biodiversity Information Facility
  - iNaturalist
  - International Plant Names Index
  - The Plant List
  - Plants of the World Online
  - TAXREF (INPN)
  - Tropicos
  - Union internationale pour la conservation de la nature
  - World Checklist of Selected Plant Families
- Notice dans un dictionnaire ou une encyclopédie généraliste :   - Britannica